# Morten Bruun
Pour les articles homonymes, voir Bruun.
Morten Bruun est un footballeur danois né le 28 juin 1965 à Åbenrå.

## Carrière
- 1988-2001 : Silkeborg IF  Danemark

## Palmarès
- 11 sélections et 0 but avec l'équipe du Danemark entre 1990 et 1992.